# Василеостровская фабрика-кухня
Василеостровская фабрика-кухня — памятник архитектуры. Расположен в Санкт-Петербурге, современный адрес дома — Большой проспект Васильевского острова, 68 / Косая линия, 3а / 25-я линия Васильевского острова, 10.
Здание, одно из четырёх с подобной функцией, открытых в тот период, построили в 1929—1931 годах по индивидуальному проекту А. К. Барутчева, И. А. Гильтера, И. А. Меерзона и Я. О. Рубанчика. Фабрики-кухни предназначались для производства обедов и полуфабрикатов для рабочих, при них работали столовые и магазины.
При постройке здания использованы железобетонные конструкции. У корпусов 2-3 этажа, они обступают прямоугольный внутренний двор. Блоки лестничных клеток по углам вертикальные с вертикальными полосами остекления, горизонтальные окна основной части фасадов разделены заглублёнными столбиками. Левый выступ фасада по проспекту несимметрично прорезан лестничным витражом, на фоне которого расположен консольный балкон. Обеденный зал выделен на фасаде одноэтажным полукруглым выступом.
В 1982 году фабрика была закрыта, со временем стала аварийной. Реконструкция под торговый комплекс с расширением, изменением внутренней структуры и превращением двора в атриум прошла в 1999—2000 годах.